# Sigvard Jonsson
Bengt Sigvard Jonsson, född 27 februari 1923 i Bodums socken i Ångermanland, död 17 december 1969 i Bodums socken, var en svensk längdskidåkare som tävlade för Rossöns IF. Jonsson segrade i Vasaloppet 1956. Han har också vunnit Flyktingloppet fyra gånger: 1952, 1954, 1956 och 1957. 
Till yrket var Jonsson skogsarbetare och han omkom i en drunkningsolycka i arbetet. För att hedra hans minne anordna Rossöns IF sedan 1971 en ungdomsskidtävling, Sigvard Jonssons Minne, varje år i Rossön.

### Fotnoter
1. 1 2 3  ”Sigvard Jonssons Minne”. Rossöns IF. https://idrottonline.se/RossonsIF/tavlingar/SigvardJonssonsMinne. Läst 26 augusti 2021.
2. ↑  ”Vasaloppet 2021: Sigvard Jonsson”. https://results.vasaloppet.se/2021/?content=detail&event=VL_99999916788859000000026E&idp=999999167888590000117E03&pid=list&ranking=time_finish_brutto&search%5Bage_class%5D=%25&search%5Bsex%5D=M&search%5Bnation%5D=%25. Läst 26 augusti 2021.